# Narratore inaffidabile

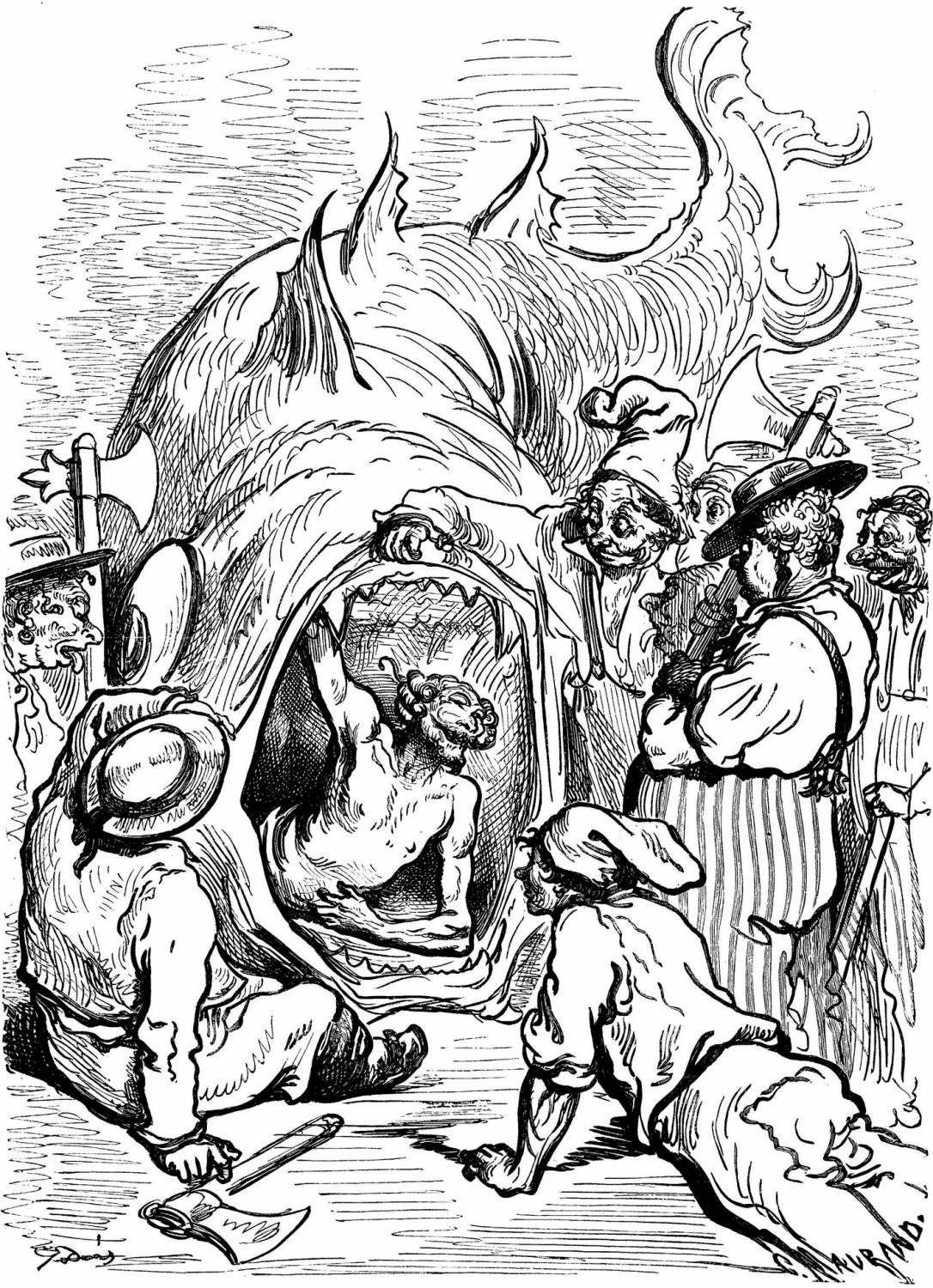
Illustrazione di Gustave Doré che mostra la ricostruzione che il Barone di Munchausen dà di una propria disavventura con una balena.

Narratore inaffidabile è la definizione che si dà, in ambito artistico, di un narratore la cui credibilità è compromessa, ovvero il cui racconto è chiaramente o presumibilmente in parte o del tutto inattendibile per l'ascoltatore, il quale però non sempre è in grado di stabilire quanta intenzionalità ci sia nella mistificazione operata dal narratore. Le modalità tramite le quali un autore può instillare dubbi o fondare la certezza nel fruitore dell'opera che il narratore sia completamente o in parte inaffidabile sono innumerevoli, ed esempi in questo senso si possono trovare in molti film, racconti o romanzi di finzione, destinati a un pubblico adulto o meno.
La locuzione fu utilizzata per la prima volta nel 1961 da Wayne C. Booth nel suo The Rhetoric of Fiction (edito in italiano col titolo Retorica della narrativa).
Da allora sebbene i narratori inaffidabili siano quasi per definizione narratori in prima persona, dal momento che il concetto stesso si presta a innumerevoli speculazioni sono state avanzate nei decenni argomentazioni a favore dell'esistenza di narratori inaffidabili in seconda e terza persona, specialmente (per ragioni riconducibili alle peculiarità dei mezzi in questione) in ambito cinematografico e televisivo, ma talvolta anche letterario.
A volte l'inaffidabilità del narratore è resa immediatamente evidente. Ad esempio una storia può aprirsi con il narratore che esordisce con un'affermazione chiaramente falsa o delirante, o premette di essere gravemente malato di mente; oppure, più sottilmente, la storia può presentare una cornice ad opera dell'autore che insinua dubbi circa l'attendibilità del narratore.
Esistono infatti casi di un uso più calibrato del dispositivo drammatico in cui gli indizi vengono sapientemente centellinati allo scopo di frustrare o rimandare la certezza dell'inattendibilità del narratore anche fino alla fine della storia. In alcuni di questi casi il lettore/spettatore scopre che nella fase iniziale della narrazione il narratore aveva più o meno intenzionalmente nascosto o travisato informazioni essenziali a una visione d'insieme degli accadimenti. Un evento del genere costringe i fruitori a riconsiderare il loro punto di vista e quindi l'intera esperienza della narrazione.
Infine esistono casi in cui l'inaffidabilità del narratore non viene mai completamente rivelata ma solo accennata, lasciando ai fruitori un ampio margine di scelta in merito ai dettagli da ritenere affidabili o meno, con una conseguente personalizzazione più o meno accentuata della storia.

## Panoramica

### Classificazione
Sono stati fatti vari tentativi per classificare le tipologie di narratori inaffidabili.
Nel 1981 William Riggan offrì una prima suddivione basata unicamente sui narratori in prima persona, il caso più diffuso e di più univoca individuazione:
Il Picaro
Un narratore che si caratterizza per l'esagerazione degli eventi e l'enfatizzazione dei toni finalizzate a gonfiare il valore delle proprie imprese e sminuirne i fallimenti; forse il primo esempio in questo senso è il soldato di Plauto nella commedia Miles Gloriosus. Esempi nella letteratura più recente sono rinvenibili nelle opere Fortune e sfortune della famosa Moll Flanders, L'avventuroso Simplicissimus o Confessioni del cavaliere d'industria Felix Krull.
Il Pazzo
Un narratore che frappone fra il proprio racconto e gli accadimenti reali una svariata tipologia di meccanismi di difesa mentale, come la dissociazione e la spersonalizzazione, o in alternativa un narratore la cui ricostruzione dei fatti è viziata da gravi patologie mentali come schizofrenia, paranoia o amnesie. Gli esempi includono diversi dei narratori delle opere di Franz Kafka, o il classico narratore "duro e cinico" del genere hardboiled che consegna al lettore una descrizione imprecisa o stravolta dei propri stati d'animo. Ma anche Barbara Covett in Notes on a Scandal, Charles Kinbote in Fuoco pallido, il protagonista senza nome de Il cuore rivelatore o il Patrick Bateman di American Psycho.
Il Pagliaccio
Un narratore che non prende sul serio la narrazione e gioca consapevolmente con le convenzioni, la verità e le aspettative del lettore. Esempi del tipo includono i protagonisti di Vita e opinioni di Tristram Shandy, gentiluomo e di Memorie postume di Brás Cubas.
Il Naif
Un narratore la cui percezione dei fatti e della realtà è immatura, ingenua o limitata rispetto al punto di vista del lettore. Esempi del genere sono Huckleberry Finn, Holden Caulfield o il protagonista dell'omonimo Forrest Gump.
Il Bugiardo
Un narratore maturo o comunque pienamente consapevole, che deliberatamente travisa se stesso, spesso per oscurare la propria condotta passata sconveniente o screditabile. John Dowell in Il buon soldato di Ford Madox Ford esemplifica questo tipo di narratore.
Rimane aperta la questione del se e come un narratore non in prima persona possa essere inaffidabile, sebbene la deliberata limitazione delle informazioni al pubblico possa fornire esempi di inaffidabilità, anche se non necessariamente di un narratore inaffidabile. Ad esempio, nella trilogia di commedie intrecciate The Norman Conquests di Alan Ayckbourn, ciascuna confina l'azione in uno dei tre luoghi nel corso di un fine settimana, nel qual caso starà allo spettatore ricostruire vuoti e storture, ma questa condizione non dipende strettamente da una inattendibilità del narratore, bensì da una sovrapposizione di punti di vista.
Un altro esempio di indeterminatezza dovuta alla pluralità di testimoni è la volutamente difficile ricostruzione della personalità di Charles Foster Kane in Quarto potere. Anche in questo caso a essere inattendibili non sono tanto i singoli personaggi dell'opera, ma l'Autore, che ha scelto di presentare allo spettatore opinioni in parte contraddittorie circa lo stesso personaggio.

### Definizioni e approcci teorici
Wayne Clayson Booth fu tra i primi critici a formulare un approccio alla narrazione inaffidabile che fosse incentrato sul lettore, e a distinguere tra un narratore affidabile e inaffidabile sulla base del fatto che il discorso del narratore violi o sia conforme a norme e a valori generali. Scrisse: "Definisco affidabile un narratore quando parla o agisce secondo le norme dell'opera (vale a dire le norme dell'autore implicito), e inaffidabile quando non lo fa". Peter J. Rabinowitz criticò la definizione di Booth per il fare troppo affidamento su fatti esterni alla narrazione, come il concetto di etica, che vengono necessariamente contaminati dall'opinione ed esperienza di fruizione dell'opera personali. Di conseguenza modificò l'approccio alla narrazione inaffidabile in questi termini:
Rabinowitz pose l'accento sullo status di narrazione fittizia in opposizione alla realtà. Partendo dalla letteratura, analizzò la questione della verità nella finzione, presentando quattro tipi di pubblico che fungono da recettori di una determinata opera letteraria:
1. "Pubblico reale" (le persone in carne e ossa che leggono il libro)
2. "Pubblico autoriale" (pubblico ipotetico a cui l'autore rivolge il suo testo)
3. "Pubblico narrativo" (pubblico fittizio cui il narratore può rivolgersi, e che possiede conoscenze particolari rispetto a quelle del lettore)
4. "Pubblico narrativo ideale" (pubblico acritico che accetta ciò che il narratore sta dicendo)

Rabinowitz suggerì che "Nella corretta lettura di un romanzo, quindi, gli eventi descritti devono essere trattati come 'veri' e 'falsi' allo stesso tempo. Sebbene ci siano molti modi per comprendere questa dualità, propongo di analizzare le quattro audience che [questa dinamica] genera."
Allo stesso modo, Tamar Yacobi propose un modello basato su cinque criteri (che chiamò "meccanismi di integrazione") che determinano se un narratore è inaffidabile.
Altrove, invece di fare affidamento sull'espediente dell'autore implicito e su un'analisi incentrata sul testo della narrazione inaffidabile, Ansgar Nünning dimostrò che l'inaffidabilità narrativa può essere riconcettualizzata nel contesto della teoria della cornice e delle strategie cognitive dei lettori.
La narrazione inaffidabile in questa prospettiva diventa puramente la strategia del lettore per dare un senso a un testo, cioè per conciliare le discrepanze interne al racconto del narratore. Nünning mirava così a eliminare la dipendenza dai giudizi di valore e dai codici morali, inevitabilmente contaminati da prospettive e gusti personali.
Da Nünning e Booth prese le mosse Greta Olson, rivelando discrepanze nelle rispettive opinioni.
e offrendo "un aggiornamento del modello di Booth rendendo esplicita la sua differenziazione implicita tra narratori fallibili e inaffidabili". Olson sostenne quindi "che questi due tipi di narratori suscitano risposte diverse nei lettori e sono meglio descritti utilizzando scale di fallibilità e inaffidabilità". Affermò che tutti i testi di fantasia che utilizzano il dispositivo dell'inaffidabilità possono essere considerati al meglio lungo uno spettro di fallibilità che inizia con l'affidabilità e termina con l'inaffidabilità. Questo modello consente tutte le sfumature di grigio tra i poli di affidabilità e inaffidabilità. Spetta di conseguenza a ogni singolo lettore determinare la credibilità di un narratore in un testo di fantasia.

### Segnali di narrazione inaffidabile
Indipendentemente da un eventuale ed arbitrario limite di affidabilità, ci sono una serie di segni che inducono o almeno alludono all'inaffidabilità di un narratore, disseminati più o meno consapevolmente da parte dell'autore. Nünning ha suggerito di dividere questi segnali in tre grandi categorie.
- Segni intratestuali: il narratore si contraddice, ha lacune nella memoria o mente ad altri personaggi
- Segni extratestuali: il narratore contraddice la conoscenza generale che il lettore ha del mondo o della realtà, o introduce nella narrazione eventi inaccettabili entro i parametri della logica
- Competenza letteraria del lettore: ciò include la conoscenza del lettore sui tipi letterari (ad esempio personaggi noti che appaiono fuori dal loro contesto storico/letterario), la conoscenza dei generi letterari e delle sue convenzioni o dispositivi stilistici